# Михайло-Ларино
Миха́йло-Ла́рино (укр. Михайло-Ларине) — село в Витовском районе Николаевской области Украины.

## История
Возникло на левом берегу реки Ингула (название «Ин-гул» с татарского переводится как «Новое озеро») после присоединения к Российской империи междуречья Днепра и Южного Буга по окончании войны с Турцией в 1774 году.
Первоначально существовало два населенных пункта — Михайловка (от имени землевладельца), появившаяся в конце XVIII века, и Ларьевка, основанная в 1781 г. военным офицером П. С. Ларием. В 1794 г. деревня Михайловка переходит в собственность майора Петра Степановича Лария, отчего на некоторых картах появляется две Ларьевки. В руки нового собственника переходит и помещичья усадьба, время основания которой датируется ранее возникновения г. Николаева.
Важным источником по истории с. Михайло-Ларино является «Комеральное экономическое примечание следующее по уменьшенному плану межеванным дачам Херсонского уезда в 1798 г.». Сельцо Ларьевка в нём отмечено как владение ротмистра Степана Ивановича Тодоровича. Далее следует описание населенного пункта и местности: «Оное сельцо положение имеет по течению реки Ингула на безымянных балках, одной по правой, другой по левой стороне показанной реки Ингула… Водою довольствуются из Ингула и из вырытых колодязей, которая для употребления людям и скоту здоровы. При доме господском две мельницы — одна ветряная… а другая земляная… в них мелется в год разного хлеба 700 четвертей для господского и крестьянского обиходу…»
Сельцо Михайловка к тому времени, как уже было выше сказано, принадлежало П. С. Ларию. «Оное село положение имеет по течению реки Ингула и балки Селиховой. На левой стороне дом господский в 5 верстах, каменный… мельница… в оной мелется разного хлеба в год до 300 четвертей для господского и крестьянского употребления… Водою довольствуются из вырытых колодязей и из реки Ингула, которая людям и скоту здорова… Против селения в летнее самое жаркое время шириною бывает в 30 сажен, глубиною в 1 сажень. В ней ловится рыба… которая употребляется для господского и крестьянского расходу. Земля имеет грунт серопещаный… на ней лучше родится пшеница, арнаутка, просо и прочие семена… сенные покосы средственны. В полях и на реке птицы бывают. На помещичьей земле пашется 100 десятин… Женщины сверх полевой работы упражняются в домашних рукоделиях, прядут шерсть… ткут холсты и сукна для своего употребления и на продажу.»
Упоминание о господском доме, находящемся в пяти верстах от Михайловки, подтверждает гипотезу об идентичности данного поселения с современной Марьевкой, которая как раз и находилась на этом расстоянии от поместья и, более того, в те времена называлась Михайловкой. Почти вскоре после этого возникает так называемая Малая Михайловка, по-видимому, выделившаяся из Михайловки. На карте 1815 г. Михайловка и Марьевка обозначены уже как два разных селения. По данным ревизии 1795 г. в деревне Михайловке числилось 28 дворов и 104 жителя (58 муж. и 46 жен.), в деревне Ларьевке 119 жителей обоего пола (72 муж. и 47 жен.).
В конце 18 — первой пол. XIX века Михайловка и Ларьевка находились друг от друга на значительном расстоянии. В списке населённых пунктов Херсонской губернии за 1859 г. Ларьевка упоминается ещё под одним названием — Бабы. На картах того времени её месторасположение соответствует низменному участку земли перед подъёмом на холм, в народе до сих пор именуемый «Бабы». Согласно переписи 1859 г. в Ларьевке (Бабах) проживало всего 9 человек (3 муж. и 6 жен.) в двух дворах (сравните с 1795 годом). Во второй Ларьевке (по имени нового владельца она ещё именуется Кошенбара), находившейся вместе с хутором немца-колониста Шардта у нынешнего моста, соединяющего Михайло-Ларино с соседней Пересадовкой, значится 8 дворов и 99 жителей (48 муж., 51 жен.). В Малой Михайловке (Грейга), было 23 двора со 183 жителями (90 муж. и 93 жен.) До сих пор местные жители хранят память о некоей Комаровке и даже показывают месторасположение тех или иных дворов на территории современного лесного хозяйства. Согласно картам, датируемым 1815 годом, это и была территория деревни Михайловки. На карте 1849 года она располагается уже на месте нынешней улицы Ленина, а вход в помещичью усадьбу был прегражден каменной стеной, спускавшийся прямо к реке. В 1887 г. в Михайловке и Ларьевке было 55 дворов и 330 жителей. Из них 1 двор был привилегированный, 52 двора представляли бывшие помещичьи крестьяне, 1 — евреи и 1 — мещане.
В 1896 г. в объединённой деревне Михайло-Ларьевка (Греева, Блажкова) насчитывалось 47 дворов и 246 жителей (122 муж. и 124 жен.). В населенном пункте была корчма, а в 3 верстах находилась почтовая станция Ларьевка, в 7 верстах — железнодорожная станция Щербино (совр. Грейгово). На хуторе Доуенгауэра в 18 дворах проживало 106 жителей (61 муж. и 45 жен.). Эта небольшая некогда немецкая колония ныне входит в черту села Михайло-Ларино. На хуторе Шардта было 18 дворов и 58 жителей (38 муж., 20 жен.). В экономии тогдашнего владельца помещичьей усадьбы Блажкова было 3 двора с 20 жителями (11 муж., 9 жен.).
Интересные статистические данные описывают развитие сельского хозяйства в начале XX века в обществе Михайло-Ларьевка, состоящего из 71 хозяйства и 418 жителей (214 муж., 204 жен.). В крестьянских дворах Михайловки было 134 лошади, 2 вола, 51 корова, 55 особей гулевого скота. В Ларьевке насчитывалось 20 лошадей, 9 коров, 12 ос. гулевого скота. Большинство крестьян имело средние земельные наделы. Малоземельных в Михайловке было : имеющих до 1 десятины — 7 хозяйств, менее 2 дес. — 8 хоз-в, 2-3 дес. — 3 хоз-ва. В Ларьевке имелись гораздо большие участки: 2-3 десятины — 1 хоз-во, 3-5 десятин — 1 хоз-во, 5-7 десятин — 4 хоз-ва.
Незадолго до революции в 1916 г. была проведена перепись сельских хозяйств Херсонского уезда, к которому территориально относилась Михайло-Ларьевка. В ней тогда проживало 386 жителей в 72 дворах. В экономии помещика О. И. Булацель насчитывалось 27 душ, в экономии Н. Н. Шардта 9 душ и на хуторе Доуенгауэра Ф. Я. было 9 хозяйств и 82 души населения.
Согласно метрическим книгам жители деревни Михайло-Ларьевка носили следующие фамилии:
- Василенко
- Ковбоша
- Кравченко
- Красиворон
- Крикун
- Куликов
- Лукашевич
- Мельниченко
- Начинайло
- Нестеров
- Новиков
- Носенко
- Осипов
- Остапенко
- Таран
- Федоренко
- Черновол
- Школяр

Свои духовные нужды они удовлетворяли в соседнем селе Пересадовка, где находился храм во имя Архистратига Божия Михаила (построенный в 1863 г., разрушен в 1971 г., возрожден в начале 1990-х гг.) Местный священник совершал таинства крещения и брака, отпевал умерших и все это регистрировал в соответствующей книге. Метрические книги прихода Пересадовской церкви хорошо сохранились с 1876 по 1917 гг. и находятся на хранении в Государственном Архиве Николаевской области.
В начале XX века появилась и небольшая школа, в которой дедушки и бабушки нынешних жителей Михайло-Ларино получали начальное образование, изучая Закон Божий и общеобразовательные предметы.
Революция 1917 г. и последующие за ней события резко изменили размеренную жизнь в селе Михайло-Ларино. Бежал помещик (родственники которого до сих пор проживают во Франции), одичал замечательный фруктовый сад, до основания была разобрана стена, разделяющая село и бывшее поместье. Сам помещичий дом и поныне свидетельствует о былом величии и процветании господской усадьбы. После гражданской войны он был превращен в детский дом, воспитанники которого в 1924 г. в числе 16 комсомольцев организовали коммуну «Гвардия Ильича» (одну из первых двух в Николаевской области). Вторым главой совета коммуны был Григорий Шалаенко, убитый фашистами. В честь него названа одна из улиц села.
Коллективизация привела к умиранию сельского хозяйства, превратив крестьян в рабов новой власти. Неумеющих хранить молчание ночью увозил «черный ворон».
Раскулаченных высылали в дальние края. Многие из них обратно уже не вернулись.
Годы военного лихолетья принесли новые страдания крестьянам. Фашисты установили свой порядок, включающий и обязательную трудовую повинность в сохраненном оккупантами колхозе. За населением следило бдительное око полиции, которой руководила управа. Начавшееся в 1944 г. отступление немецких войск повлекло за собой расстрел 60 ни в чём неповинных жителей и угон в Германию множества молодых людей. Вернувшиеся в СССР были обречены на каторжные работы за мнимое «предательство».
В 1951 г. в Михайло-Ларино прибыла волна переселенцев из Западной Украины, пополнивших число жителей села.
В 1968 году к селу присоединяется хутор « Гвардия Ильича». В эти же годы строится новый клуб. Колхоз превращается в совхоз с виноградарской специализацией. В 1977 г. начали действовать новые средняя школа и детский сад. В бывшем помещичьем доме, этом историческом памятнике, которому более двухсот лет, был устроен совхозный склад. Ныне же он и вовсе пришёл в запустение.
Кризис конца XX века привел к уменьшению числа жителей села Михайло-Ларино. Развал хозяйства наложил отпечаток на всех сторонах жизни села. Были закрыты детский сад, баня, частично перестал функционировать Торговый центр, сооруженный в 80-е годы. Лишь в последние годы наметился небольшой подъём в жизни села. В Михайло-Ларино с 1991 г. существует свой сельсовет, возникло собственное почтовое отделение. С недавних пор открылось несколько частных магазинов и платежный терминал. В здании Торгового центра открылся ресторан. Состоялось торжественное открытие участковой амбулатории, детского сада и нового помещения сельского совета. В то же время продолжается разрушение как бывшей барской усадьбы, так и других прежде важных строений — сельского клуба и совхозной конторы. Летом 2015 года был снесён памятник Ленину, а в 2016 переименованы две улицы села — соответственно Ленина в князя Витовта и Кирова во Владимира Вернадского.
На 1 июня 2006 г. в Михайло-Ларино в 649 дворах проживало 1869 жителей. В средней школе ныне обучается 210 учащихся. Уже к 1 апреля 2007 г. в селе насчитывалось 1920 жителей.
Названия современных улиц села Михайло-Ларино:
- Виноградная
- Николаевская
- Гагарина
- Победы
- Гвардейская
- Пушкина
- Ингульская
- Речная
- Владимира Вернадского
- Хуторская
- Князя Витовта
- Шалаенко
- Молодёжная
- Школьная
- Набережная
- Шоссейная